# Кирпотине
Кирпотине — селище в Україні, у Комишуваській селищній громаді Запорізького району Запорізької області. Населення становить 185 осіб. До 2016 орган місцевого самоврядування - Новотавричеська сільська рада.

## Географія
Селище Кирпотине розташоване за 1 км від селища Новотавричеське та за 2 км від сіл Оленівка та Вільне. Через селище пролягає залізнична лінія Запоріжжя II — Пологи, на якій знаходиться однойменна залізнична станція.

## Історія
Село засноване 1903 року.
7 (20) листопада 1917 року, відповідно до Третього Універсалу Української Центральної Ради, увійшло до складу Української Народної Республіки.
З 24 серпня 1991 року селище у складі незалежної України.
10 серпня 2016 року Новотавричеська сільська рада, в ході децентралізації, об'єднана з Комишуваською селищною громадою.
12 червня 2020 року, відповідно до Розпорядження Кабінету Міністрів України від № 713-р «Про визначення адміністративних центрів та затвердження територій територіальних громад Запорізької області», увійшло до складу Комишуваської селищної громади.
19 липня 2020 року, в результаті адміністративно-територіальної реформи та ліквідації Оріхівського району, селище увійшло до складу Запорізького району.